# Dive!!
Dive!! (jap. ダイブ) ist eine japanische Online-Romanreihe von Eto Mori, die von 2000 bis 2002 in vier Teilen erschien. Sie wurde in Form von zwei manga-Serien, einem Anime und einem Kinofilm adaptiert. Das Sport-Drama erzählt von den jugendlichen Mitgliedern eines Turmspringvereins und deren Weg zur Olympiateilnahme.

## Inhalt
Tomoki Sakai (坂井知季) hat sich in der Grundschule für das Turmspringen begeistern lassen, als er Yōichi Fujitani (富士谷要一) beim Training im Mizuki Diving Club (MDC) beobachtet hat. Nun in der Mittelschule ist Tomoki selbst Mitglied des Klubs und springt zusammen mit seinen Altersgenossen Reiji und Ryō schon vom 10-m-Brett. Der Klub wird geführt von Trainer Keisuke Fujitani (富士谷敬介), dem Vater von Yōichi, der mittlerweile zu den besten jungen Springern des Landes gezählt wird. Die Mittelschüler haben ihr Training bisher nur halbherzig verfolgt, doch mit der neuen Trainerin Kayoko Asaki (麻木夏陽子) kommt eine neue Herausforderung auf de Klub zu: Sollte nicht einer der Mitglieder für die Olympischen Spiele nominiert werden, wird der Verein vom Sponsor geschlossen. Nach dem ersten Schreck und einigem Zögern sowie der Motivation durch die neue Trainerin ist Tomoki entschlossen, sich wie auch Yōichi der Aufgabe zu stellen.
Bald bringt Asaki auch einen neuen Sportler in den Klub: Shibuki Okitsu (沖津飛沫). Der Jugendliche aus der Provinz ist Enkel eines berühmten Turmspringers, der jedoch bei den Spielen seiner Zeit erfolglos war. Shibuki hat von seinem Großvater das Springen ins Meer gelehrt bekommen und hadert nun mit dem Sprung ins Becken. Sein Stil ist ungeschliffen und dynamisch und beeindruckt die anderen Klubmitglieder. Auch das Training zusammen mit anderen erfolgreichen jungen Turmspringern motiviert die Mittelschüler im Klub. Doch nach einiger Zeit müssen Reiji und Ryō feststellen, dass sie nicht so gut vorankommen wie Tomoki. Die Freundschaft der drei wird durch die Rivalität auf die Probe gestellt. Ryō gibt schließlich auf und verlässt den Klub, Reiji schraubt seine Erwartungen zurück. So sehr von seinem Training eingenommen verliert Tomoki seine Freundin an seinen Bruder, der mehr Zeit für sie hat.
Für die Qualifikationswettbewerbe trainieren die drei Hoffnungen des Klubs, Yōichi, Shibuki und nun auch Tomoki hart. Shibuki muss sich den Erwartungen der Jury stellen, ohne dass seine Sprünge ihren besonderen Charakter verlieren. Zudem setzt ihn eine Verletzung der Hüfte, sodass er schließlich nicht nominiert und auf die nächsten Spiele vertröstet wird, um sich bis dahin auszukurieren. Tomoki zweifelt zwischenzeitlich am Ziel der Olympiateilnahme, doch setzt er sich dann eigene Ziele und trainiert ambitioniert neue Sprünge, um aus dem Rahmen zu fallen. Dabei übertreibt er es so weit, dass er sich verletzt. Auch an Yōichi nagen Zweifel am Sinn der Teilnahme, nachdem er schon vorab nominiert wurde. Er will sich dem Willen der Organisatoren nicht unterordnen und weist die Nominierung zurück. Erst nach einem Qualifikationswettkampf, für den er nun wieder die Motivation findet und über seine Grenzen hinaus trainiert, werden er und auch Tomoki als Teilnehmer der Spiele ausgewählt, zusammen mit einigen ebenfalls erfolgreich qualifizierten Rivalen.

## Buch-Veröffentlichungen
Die Reihe bestehend aus vier Bänden erschien von April 2000 bis August 2002 beim Verlag Kadokawa Shoten. Kodansha brachte 2006 eine Ausgabe in zwei Bunkobon-Bänden heraus.
Von 2007 bis 2008 erschien erstmals eine Adaption der Romanreihe als Manga im Magazin Shōnen Sunday. Dessen Verlag Shogakukan brachte die Kapitel auch gesammelt in fünf Bänden heraus. Gezeichnet wurde der Manga von Masahiro Ikeno. Bei Ching Win Publishing erschien eine chinesische Übersetzung.
Eine zweite Mangaserie, gezeichnet von Ruzuru Akashiba, wurde von Juni 2017 bis September 2018 im Magazin Young Ace. Kadokawa veröffentlichte die Serie auch in drei Sammelbänden. Bei Yen Press erschien eine englische Ausgabe.

## Verfilmungen
Ein Realfilm zum Roman kam am 14. Juni 2008 in die japanischen Kinos. Bei der Produktion von Kadokawa Pictures führte Naoto Kumazawa Regie.
Beim Studio Zero-G entstand 2017 eine Adaption der Romanreihe als Animeserie für das japanische Fernsehen. Regie führte Kaoru Suzuki und hauptautor der zwölf Folgen war Tōko Machida. Das Charakterdesign entwarf Miyako Yatsu und die künstlerische Leitung lag bei Hiroyuki Nemoto und Toshiyuki Sakae. Die Animationsarbeiten leitete Miyako Yatsu.
Die Serie wurde vom 6. Juli bis zum 21. September 2017 von Fuji TV im Programmblock noitaminA ausgestrahlt. Über Prime Video wurde der Anime international veröffentlicht, unter anderem mit deutschen und englischen Untertiteln.

### Synchronisation
| Rolle            | japanischer Sprecher (Seiyū) |
| ---------------- | ---------------------------- |
| Yōichi Fujitani  | Takahiro Sakurai             |
| Shibuki Okitsu   | Yūichi Nakamura              |
| Tomoki Sakai     | Yūki Kaji                    |
| Kayoko Asaki     | Kaori Nazuka                 |
| Jirō Hirayama    | Kengo Kawanishi              |
| Kiyotaka Matsuno | Kensho Ono                   |
| Reiji Maruyama   | Kōki Uchiyama                |
| Hiroya Sakai     | Ryohei Kimura                |
| Ryō Ōhira        | Ryota Ohsaka                 |
| Toshihiko Tsuji  | Shōta Aoi                    |
| Atsuhiko Yamada  | Tomokazu Sugita              |
| Sachiya Yoshida  | Yūsuke Kobayashi             |

### Musik
Die Musik der Serie wurde komponiert von Kohta Yamamoto und Yuki Hayashi. Der Vorspann wurde unterlegt mit dem Lied Taiyō mo Hitoribocchi von Qyoto und der Abspanntitel ist New World von Yūta Hashimoto.

## Theaterstück
Ein Theaterstück zu Roman und Animeserie wurde im September 2018 im Theater 1010 in Tokio sowie im Oktober 2018 in der Morinomiya Piloti Hall in Osaka aufgeführt. Das Stück entstand in Zusammenarbeit mit dem Produktionskomittee des Animes. Regie führte Naohiro Ise, der auch das Skript schrieb.